# Certhilauda
Certhilauda es un género  de aves paseriformes de la familia Alaudidae. Se encuentran en el sur y sudoeste de África.

## Especies
El género contiene seis especies:
- Alondra chuana – Certhilauda chuana (A. Smith, 1836)
- Alondra namaqua – Certhilauda subcoronata A. Smith, 1843
- Alondra de Benguela – Certhilauda benguelensis (Sharpe, 1904)
- Alondra de Transvaal – Certhilauda semitorquata A. Smith, 1836
- Alondra de El Cabo – Certhilauda curvirostris (Hermann, 1783)
- Alondra de Agulhas – Certhilauda brevirostris Roberts, 1941

Anteriormente se incluína en este género cuatro especies que ahora se clasifican en el género Calendulauda:
- Alondra de las dunas – Certhilauda erythrochlamys
- Alondra de Barlow – Certhilauda barlowi
- Alondra del Karoo – Certhilauda albescens
- Alondra roja – Certhilauda burra